# 強力流行
強力流行又稱為力量流行（英語：Power pop）是摇滚一種子風格，受到20世紀60年代英美兩國的搖滾音樂影響。其特點包括強旋律、清亮的演唱和突出的吉他帶動。該曲風的器樂獨奏通常較少，而藍調元素亦大大淡化。20世紀80年代和90年代，強力流行在商業上尚有少量的成績，而90年代中期至2000年代期間，該曲風則不再為主流。尽管几十年来，強力流行的文化影响忽上忽下，但是強力流行仍是摇滚乐最持久的子風格。

## 外部連結
- Article about power pop from Rolling Stone, 1979 （页面存档备份，存于）
- 強力流行在Allmusic上的頁面
- AV Club's beginner's guide to power pop, 1972-1986 （页面存档备份，存于）